# Charles Chellapah
Charles Chellapah (14. března 1939 – 14. února 1966) byl singapurský fotožurnalista indického původu, který byl zabit při plnění úkolu během vietnamské války.

## Životopis
Charles Chellapah (také známý jako Canagaratnam Chellappah) se narodil v Indonésii v roce 1939. Nemohl najít odpovídající práci fotožurnalisty, tak emigroval do Singapuru. Dva roky pracoval pro dnes (2019) již zaniklé noviny Malay Times v Jesseltonu, na Borneu. Potom 21. ledna 1966 dorazil do Saigonu. Na volné noze pro Associated Press cestoval na americké stanoviště přezdívané „Hell's Half Acre“. Asi 25 kilometrů severně od Saigonu se jednalo o hustou džungli s tunely Vietkongu a přeplněné ostřelovači. Kvůli jeho dramatický detailním snímkům obětí a bojů, jej fotoeditor AP Horst Faas opakovaně nabádal, aby byl opatrnější.
Dne 14. února 1966 Chellapah zahynul při výbuchu nášlapné miny, když chtěl dokumentovat záchranu amerických vojáků zraněných při výbuchu min.
Horst Faas v následujících letech stále více tyto situace kritizoval. Chellappah byl třetím fotografem AP, kteří v rychlém sledu v roce 1966 zemřeli. Společnost Associated Press vydala veřejné prohlášení a slíbila, že v budoucnu nebude fotografy využívat ve zvláště nebezpečných bojových situacích.